# Peethambara sundara
Peethambara sundara är en svampart som beskrevs av Subram. & Bhat 1978. Peethambara sundara ingår i släktet Peethambara och familjen Bionectriaceae.   Inga underarter finns listade i Catalogue of Life.